# 犬飼站
犬飼站（日语：／ Inukai eki */?）是位於大分縣豐後大野市犬飼町下津尾，九州旅客鐵道（JR九州）的豐肥本線車站。曾經急行「火之山」停靠此站。
漫畫《爆粗Band友》作者與主角在車站所在城市登場和出生。在2008年拍攝真人電影之際，於此站取景。

## 歷史
- 1917年（大正6年）7月20日：犬飼輕便線竹中至此站之間開通，此站啟用[2]。
- 1921年（大正10年）3月27日：此站至三重町站之間開通[2]。
- 1928年（昭和3年）12月2日：路線改名為豐肥本線[2]。
- 1955年（昭和30年）5月10日：成為急行「火之山」停車站[4]。
- 1978年（昭和53年）4月1日：結束貨物起卸業務[6]。
- 1983年（昭和58年）11月30日：南熊本站至下郡站之間CTC化，成為業務委託車站[6][7]。
- 1987年（昭和62年）4月1日：伴隨國鐵分割民營化，車站由九州旅客鐵道（JR九州）營運[8][9][10][2]。
- 2005年（平成17年）4月初旬：隨著車站大樓老化，翻新了車站大樓[11]。
- 2014年（平成26年）7月1日：成為無人車站[12]。
- 2017年（平成29年）
  - 9月17日：受到超強颱風泰利影響，阿蘇站至中判田站之間不能通行，車站暫停營業[13][14]。
  - 9月19日：中判田站至豐後竹田站之間安排代行的士運送[15][16]。
  - 10月2日：三重町站至中判田站之間重開[17]。

## 車站構造
車站是一座地面車站，設有1面2線的島式月台。車站東邊（熊本方向為左手邊）設有車站大樓。古老的木造車站大樓已經撤走，現時翻新為鋼架為車站大樓。車站大樓與月台之間設有跨線橋連接。
曾經此站是業務委託站，委托了JR九州鐵道營業負責車站業務。在2014年7月1日起，此站成為無人車站。此站設有自動售票機。

### 月台
| 月台 | 路線      | 上下行 | 方向               | 備註                        |
| ---- | --------- | ------ | ------------------ | --------------------------- |
| 1    | ■豐肥本線 | 上行   | 豐後竹田、熊本方向 | 從此站出發列車於2號月台出發 |
| 2    | ■豐肥本線 | 下行   | 大分方向           | 上午部分列車於1號月台出發   |

## 使用狀況
在2016年度，1日平均乘車人次為324人（比前年度多1人）。
| 乘車人次變化 | 乘車人次變化 |
| 年度         | 1日平均人次  |
| ------------ | ------------ |
| 2000         | 464          |
| 2001         | 449          |
| 2002         | 450          |
| 2003         | 426          |
| 2004         | 410          |
| 2005         | 413          |
| 2006         | 410          |
| 2007         | 380          |
| 2008         | 376          |
| 2009         | 366          |
| 2010         | 347          |
| 2011         | 330          |
| 2012         | 333          |
| 2013         | 349          |
| 2014         | 336          |
| 2015         | 323          |
| 2016         | 324          |
| 2017         | 沒有公開     |

## 車站周邊
車站東邊設有大野川，河川與路軌並行。河川也與國道10號並行。車站向南邊前進700米可到達舊犬飼町中心。前往舊犬飼町中心時需時越過河川。
- 豐後大野市犬飼分所（舊・犬飼町公所）
- 淨流寺
- 犬飼郵局
- 大分銀行犬飼分店
- 豐後大野市立犬飼中學（日语：豊後大野市立犬飼中学校）
- 豐後大野市立犬飼小學（日语：豊後大野市立犬飼小学校）

## 巴士路線
站前設有大野竹田巴士「犬飼站」巴士站（起終點），停靠的巴士路線前往舊犬飼町各地和豐後大野市中心。
- 犬飼站 - 高添 - 大野竹田巴士總部 - 三重站前 - 三重監督署前
- 犬飼站 - 菅尾站前 - 三重監督署前 - 三重站前 - 大野竹田巴士總部
- 犬飼站 - 栗之木 - 山內 - 河面

另外，在越過橋後的國道10號上設有「犬飼久原」巴士站。停靠的巴士路線包括大分巴士大分市 - 竹田市、臼杵市野津地區、佐伯市之間，也有與九州產交巴士聯營，前往熊本市的高速巴士「山彥號」。

## 相鄰車站
九州旅客鐵道（JR九州）
■豐肥本線
菅尾－犬飼－竹中

## 注腳
1. 1 2 3 4 5  . 週刊朝日百科. 38号 大分駅・由布院駅・田主丸駅ほか. 朝日新聞出版. 2013-05-12: 25 （日语）.
2. 1 2 3 4 5 6  曾根悟（監修）. 朝日新聞出版分冊百科編集部（編集） , 编. . 週刊朝日百科. 27号・豊肥本線／久大本線. 朝日新聞出版. 2010-01-24: 14–15 （日语）.
3. ↑   (PDF). 九州旅客鉄道. 2017-07-31  [2018-05-17]. （原始内容 (PDF)存档于2017-08-01） （日语）.
4. 1 2  . 大分合同新聞（夕刊） (大分合同新聞社). 1955-05-10: 3 （日语）.
5. ↑  . 朝日新聞. 2018-05-26  [2021-04-03]. （原始内容存档于2018-06-16） （日语）.
6. 1 2  荘田啓介. . 大分合同新聞社. 1987.2: 314 （日语）.
7. ↑  . 大分合同新聞（朝刊、縣南豐肥） (大分合同新聞社). 1983-11-30: 9 （日语）.
8. ↑  九州鉄道百年祭実行委員会・百年史編纂部会 (编).  初版. 九州旅客鉄道. 1988: 181 （日语）.
9. ↑  『交通年鑑 昭和63年版』 交通協力會，1988年3月。
10. ↑  今村都南雄 『民営化の效果と現実NTTとJR』 中央法規出版，1997年8月。ISBN 978-4805840863
11. ↑  . 大分合同新聞（朝刊） (大分合同新聞社). 2005-04-06: 14 （日语）.
12. 1 2 3  . 九州旅客鉄道.   [2016-04-21]. （原始内容存档于2014-07-03） （日语）. お知らせ 平成26年７月１日（火）より、
13. ↑  台風18号に伴う、9月19日（火）の運転状況について　【9月19日3:30現在】PDF（日語） - 九州旅客鐵道（2017年9月19日發表，同日參閲）
14. ↑   (pdf) (新闻稿). 國土交通省. 2017-09-19  [2017-09-23]. （原始内容存档 (PDF)于2017-09-20） （日语）. 鉄道関係
15. ↑  鉄道代行輸送についてのご案内PDF-九州旅客鐵道（2017年9月19日，同日參閲）
16. ↑  . 大分合同新聞. 2017-09-19: 11（夕刊） （日语）.
17. ↑   (PDF). 九州旅客鉄道. 2017-09-29  [2017-10-01]. （原始内容 (PDF)存档于2017-09-30） （日语）.
18. ↑  大分縣統計年鑑
19. ↑  大分バス犬飼駅バス停時刻表（日語） - 2015年10月1日修正，2015年11月21日參閲PDF
20. ↑  大分バス犬飼久原バス停時刻表（大分行き）PDF、（佐伯駅行き）PDF、（竹田・熊本・鹿児島行き）PDF - 2015年10月1日改正，2015年11月21日參閲

## 外部連結
- 犬飼（車站資訊） - 九州旅客鐵道（日語）